# Phalanger alexandrae
Ку́скус Алекса́ндри (Phalanger alexandrae) — вид ссавців родини кускусових з когорти сумчасті (Marsupialia). Кускус знайдений на острові Гебе, Північне Малуку, Індонезія. Проживання за висотою: 0—300 м над рівнем моря. Живе у первинних і вторинних вологих тропічних лісах.

## Етимологія
Вид названо на честь австралійської антрополога Александри Шалай (англ. Alexandra Szalay), у шлюбі Фланері, чий чоловік є автором цього таксона.

## Загрози та збереження
Вид знаходиться під загрозою від полювання на їжу, через гірничодобувну промисловість і втрату місць проживання через перетворення лісів у сільськогосподарські площі, руйнування місць проживання дикими свиньми. Вид не зустрічається на будь-якій з природоохоронних територій.